# Savalou-Attakè
Savalou-Attakè è un arrondissement del Benin situato nella città di Savalou (dipartimento delle Colline) con 9.021 abitanti (dato 2006).